# Градинарово
Градинарово (болг. Градинарово) — село в Болгарии. Находится в Варненской области, входит в общину Провадия. Население составляет 813 человек.

## Политическая ситуация
В местном кметстве Градинарово, в состав которого входит Градинарово, должность кмета (старосты) исполняет Симеон Андреев Андреев (коалиция в составе 3 партий: Новое время (НВ), Болгарская рабочая социал-демократическая партия (БСДП), Зелёные) по результатам выборов.
Кмет (мэр) общины Провадия — Георги Стоянов Янев (ДНГ) по результатам выборов.